# Глобстър
Глобстър е изхвърлена на морския бряг органична маса, твърде разложена, за да е очевиден точният ѝ произход. В много случаи внимателни изследвания са успявали да установят произхода – най-често големи октоподи, или разложени трупове на китове и акули.